# 태풍 판폰 (2019년)
태풍 판폰 (Phanfone) 은 2019년에 북서태평양에서 발생한 제29호 태풍이다. 판폰은 라오스에서 제출한 태풍의 이름으로 동물을 의미한다.

## 개요
2019년 제29호 태풍 판폰은 12월 22일 9시에 중심기압 1000 hPa, 최대풍속 18 m/s, 강풍 반경 440 km(북쪽 반경), 크기 '중형'의 열대폭풍으로 팔라우 동쪽 약 420 km 부근 해상에서 발생하였다.(일본 기상청 태풍정보 속보치 기준) 발생 이후 북서~서진하며 더디게 발달하다가, 필리핀을 관통하면서 급발달해서, 12월 25일 9시에 필리핀 마닐라 남남동쪽 약 350 km 부근 해상에서 중심기압 970 hPa, 최대풍속 41 m/s, 강풍 반경 330 km(북서쪽 반경)의 세력 '강', 크기 '중형'의 태풍으로 최성기를 맞이하였다.(일본 기상청 태풍정보 속보치 기준) 최성기 이후 서북서~서진하며 남중국해에 진출한 뒤에는 상층 환경 악화로 인해 급약화되었고, 12월 28일 15시에 필리핀 마닐라 서쪽 약 750 km 부근 해상(남중국해)에서 중심기압 1004 hPa의 열대저압부로 소멸하였다.

## 제명
크리스마스에 필리핀을 강타해 50명이 사망해서 결국 제명되었다.

## 같이 보기
- 2019년 태풍